# Torre del Bierzo
Torre del Bierzo is een gemeente in de Spaanse comarca El Bierzo van de provincie León in de autonome regio Castilië en León met een oppervlakte van 119,29 km². Torre del Bierzo telt 2.248 inwoners (1 januari 2016).
De spoorlijn van Ponferrada naar León maakt bij het dorp La Granja een lus van bijna zes kilometer en kruist daarbij zichzelf. Het hoogteverschil bij de kruising is ongeveer 100 meter.

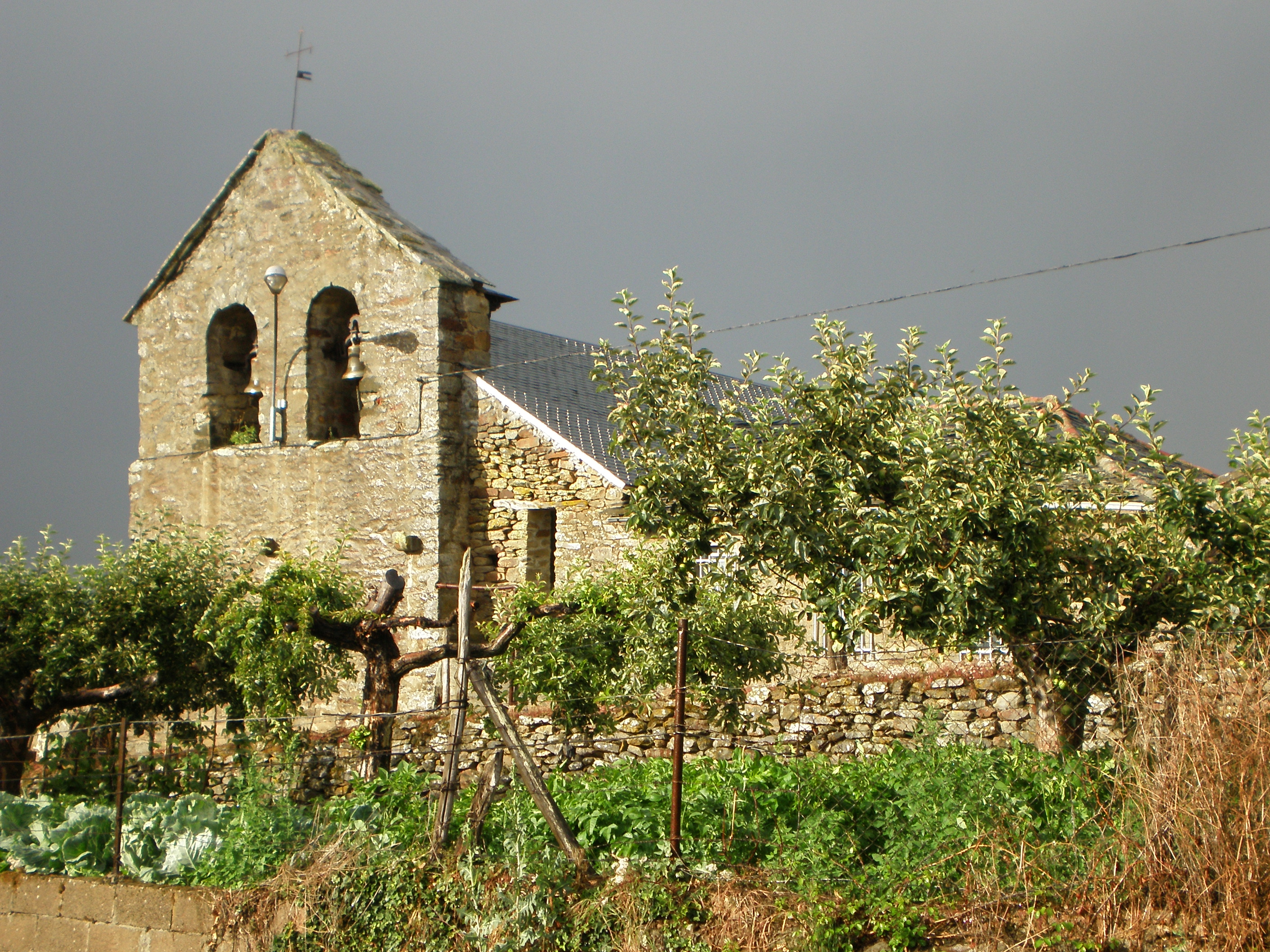
Kerk van Torre del Bierzo